# Moose Jaw
Moose Jaw é a quarta maior cidade da província canadense de Saskatchewan. A sua população em 2016 era de cerca de 33.890 habitantes, e a cidade está localizada na Divisão N.º 7 de Saskatchewan.